# Tom Avermaete

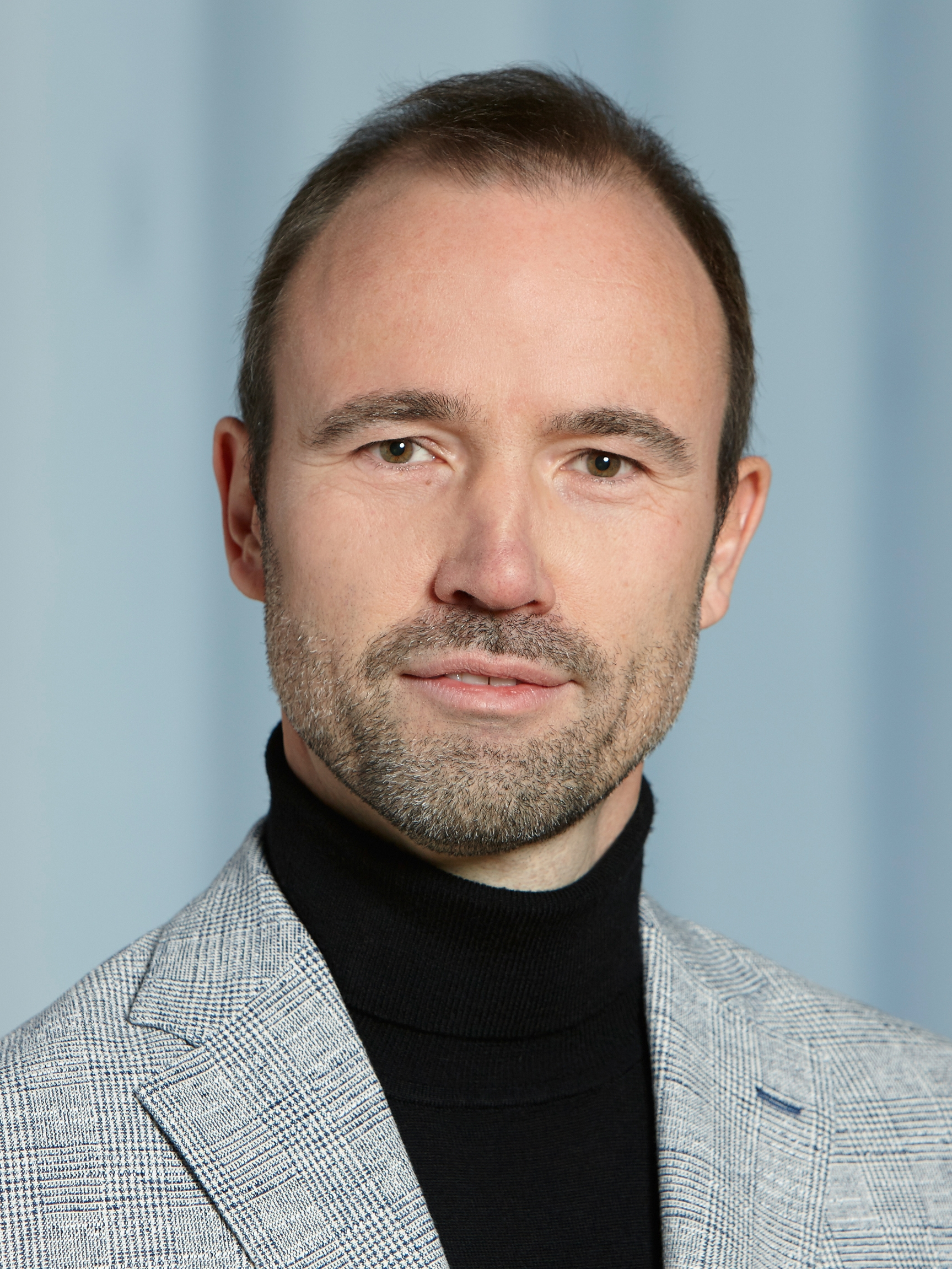
Tom Avermaete (2018)

Tom Avermaete (* 1971 in Antwerpen) ist ein belgischer Architekt, Architekturhistoriker und -theoretiker. Seit 2018 ist er an der ETH Zürich Professor für die Geschichte und Theorie des Städtebaus. Ein zentraler Fokus seiner Arbeit ist die Erforschung von modernen und zeitgenössischen urbanen Räumen sowie deren sozialen und kulturellen Dimensionen.

## Werdegang
Nach seinem Architekturstudium in Belgien und Dänemark schloss er sein Masterstudium (MSc) sowie seine Promotion in Geschichte und Theorie der Architektur an der Universität Leuven, Belgien, ab.  Seine berufliche Laufbahn begann Avermaete als Dozent für Architekturgeschichte an der Universität Kopenhagen im Jahr 1997. 2003 übernahm er die Leitung des Centre for Flemish Architectural Archives am Vlaams Architectuurinstituut. Später wurde er 2006 ausserordentlicher Professor und 2012 ordentlicher Professor für Architektur an der Technischen Universität Delft in den Niederlanden. Avermaete hatte verschiedene Gastprofessuren inne, unter anderem am Polytechnikum Mailand, an der Akademie der Bildenden Künste Wien, am Tokyo Institute of Technology und erneut an der Universität Kopenhagen.
Tom Avermaete ist Mitglied des Redaktionskomitees des OASE Journal for Architecture und war zuvor Mitglied des Journal of Architectural Education (bis 2015) sowie des Yearbook. Architecture in the Netherlands (2012–2016). Zu seinen weiteren Funktionen gehören Mitgliedschaften im Beirat der Architectural Theory Review und des Docomomo Journal. Zudem ist er Mitherausgeber der Buchreihe Bloomsbury Studies in Modern Architecture, die er gemeinsam mit Janina Gosseye bei Bloomsbury Academic herausgibt. Avermaete ist auch Mitglied des wissenschaftlichen Beirats des Jaap Bakema Centre (Het Nieuwe Instituut, Rotterdam), des Programmausschusses des Berlage Centre for Advanced Studies in Architecture and Urban Design sowie der Global Architectural History Teaching Collaborative (GAHTC).

## Ausstellungen (Auswahl)
- In the Desert of Modernity (Berlin 2008, Casablanca 2009)
- Casablanca – Chandigarh (Montreal, 2015)
- Lived-In: The Modern City as Performative Infrastructure (Antwerpen, 2017)

## Publikationen (Auswahl)
- Mark Swenarton, Tom Avermaete, Dirk van den Heuvel: Architecture of the Welfare State, 2014
- Tom Avermaete, Rem Koolhaas, Irma Boom: The Balcony, 2014
- Tom Avermaete, Maristella Casciato: Casablanca – Chandigarh, 2015
- Janina Gosseye, Tom Avermaete (Hg.): Shopping Towns Europe, 2017
- Janina Gosseye, Tom Avermaete (Hg.): Acculturating the Shopping Centre, 2018
- Janina Gosseye, Tom Avermaete: Urban Design in the 20th Century: A History, gta Verlag, Zürich 2021. ISBN 978-3-85676-418-0